# Окаихау
Окаихау (англ. Okaihau) — небольшой город на острове Северный (Новая Зеландия), в регионе Нортленд. Находится у северного побережья озера Омапере.
29 октября 1923 года до города Окаихау была доведена железная дорога, соединившая его с городом Окленд. Окаихау, тем самым, оказался самой северной железнодорожной платформой Новой Зеландии. Однако 1 ноября 1987 года железнодорожная ветка была закрыта.
По данным 2001 года численность населения города составляла 687 человек (в 1996 году — 642 человека).